# Wandsbek-Gartenstadt (métro de Hambourg)
Wandsbek-Gartenstadt (en allemand : U-Bahnhof Wandsbek-Gartenstadt) est une station de la ligne U1 et de la ligne U3 du métro de Hambourg. Elle se situe dans le quartier de Wandsbek, dans l'arrondissement de Wandsbek. La station se situe près du lotissement du même nom.

## Situation sur le réseau
Wandsbek-Gartenstadt est la plaque tournante des lignes de métro U1 et U3 et le terminus de la ligne U3.

Plans des lignes
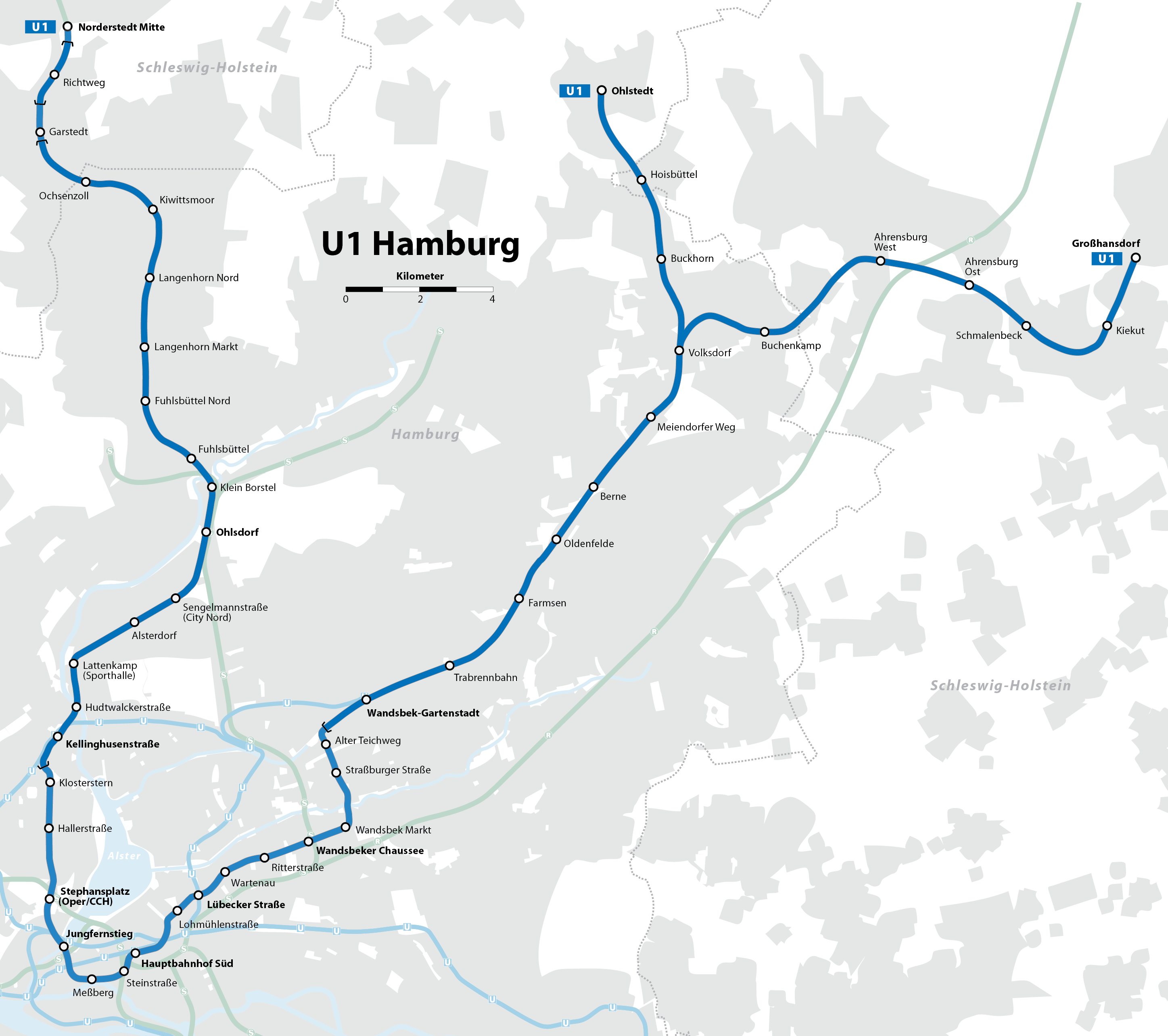
Ligne U1.
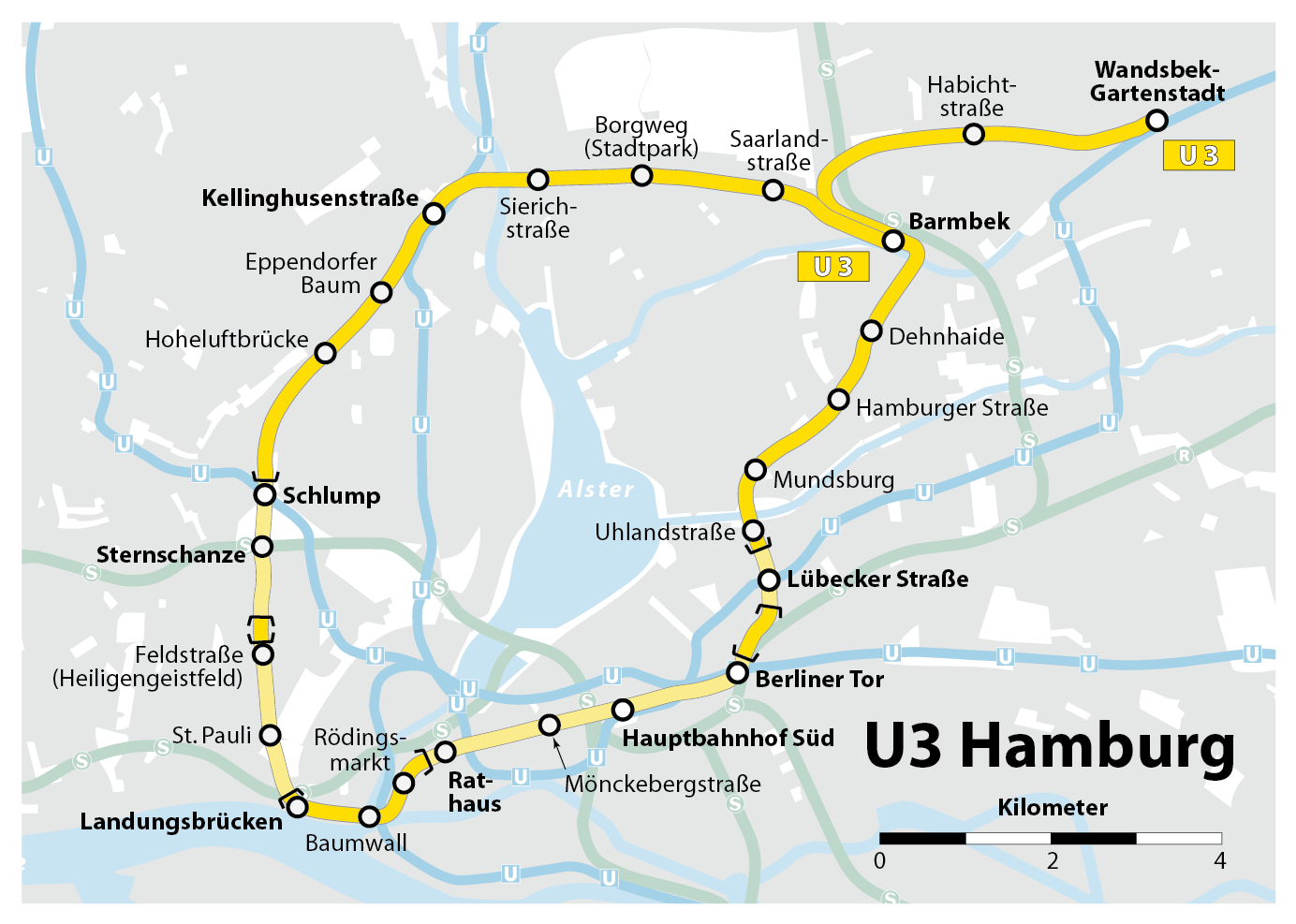
Ligne U3.

## Histoire
Avant la Première Guerre mondiale, la Walddörferbahn de Barmbek à Volksdorf est presque achevée. En raison du manque de matériel et de personnel dû à la guerre, la gare n'est ouverte avec un fonctionnement temporaire à vapeur que le 12 septembre 1918. À cette époque, cette station s'appelle "Hinschenfelde". En 1920, elle est rebaptisée "Wandsbek Gartenstadt". L'exploitation électrique avec des rails conducteurs et des wagons surélevés commence le 6 septembre 1920.
En tant que première nouvelle ligne de métro construite après la Seconde Guerre mondiale, la section de Wandsbek est construite de Jungfernstieg en passant par la gare centrale jusqu'à Wandsbek Markt. Le 4 août 1963, l'extension supplémentaire de Wandsbek-Gartenstadt est achevée. Cette gare devient une plate-forme de correspondance et reçoit un deuxième quai du côté nord pour les services vers le centre-ville et un parking à double voie à l'est des ponts sur la Lesserstraße. Les deux longueurs de quai sont conçues pour des trains de 9 voitures vers 1970 en raison de l'utilisation de nouveaux trains DT3 à trois voitures sur la ligne U1.
La ligne U2, qui fonctionne à la place de la ligne U3 jusqu'à l'été 2009, est raccourcie de deux stations de Farmsen à Wandsbek-Gartenstadt au début des années 1970 pour des raisons opérationnelles, seuls les allers-retours vers le dépôt de Farmsen furent d'abord possibles.

## Services aux voyageurs

### Accès et accueil
La station de métro se trouve à l'ouest de Lesserstraße, le bâtiment d'accueil se trouve du côté nord de l'Ostpreußenplatz, à laquelle mène la sortie. Les deux quais directionnels se situent sur un talus ferroviaire et disposent d'un escalier fixe, le quai nord menant à la ville dispose également d'un escalator ascendant. En 2014, une sortie est ouverte du côté nord de la structure d'accès du bâtiment d'accueil aux escaliers, ce qui raccourcit le trajet vers l'hôpital de la Bundeswehr.
Depuis 2014, les deux plates-formes sont sans obstacle, chacune équipée d'un ascenseur et d'un système de guidage tactile pour les aveugles.

### Intermodalité
La station de métro Wandsbek-Gartenstadt est desservie par la ligne de métrobus 8 (Wandsbek Markt-Bramfeld-Sasel-S-Bf. Poppenbüttel) et constitue le dernier arrêt de la ligne de bus 118 vers Bramfeld-Steilshoop-City Nord-Alsterdorf-Fuhlsbüttel.